# Gesellius-Lindgren-Saarinen

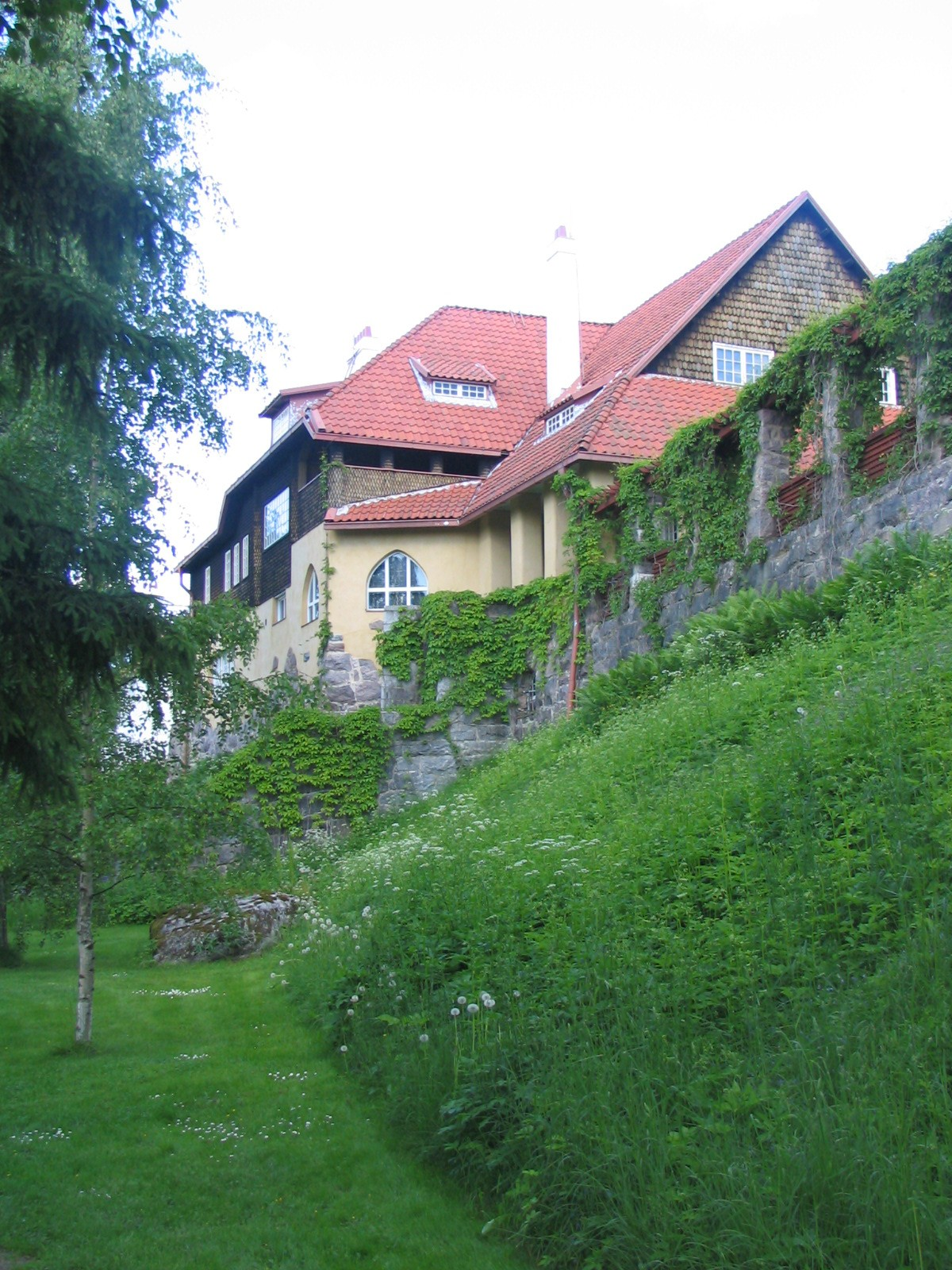
Hvitträsk

Gesellius-Lindgren-Saarinen var en känd finländsk arkitektbyrå som verkade vid sekelskiftet 1900. Byrån bestod av arkitekterna Herman Gesellius, Armas Lindgren och Eliel Saarinen. 
Arkitekterna träffade varandra då de studerade vid Polytekniska institutet i Helsingfors och de grundade en arkitektbyrå år 1896. Då trion hade slutfört sina studier år 1898 deltog de i en arkitekturtävling för Finlands paviljong på världsutställningen i Paris år 1900. De vann tävlingen med sitt nationalromantiska bidrag. Den slottslika paviljongen som var dekorerad med nationalromantiska motiv och Akseli Gallen-Kallelas fresker fick en enorm uppmärksamhet. Konstruktionen blev en vägvisare för den nationalromantiska inriktningen och beställningar strömmade in till arkitektbyrån. 
Arkitekttrions gemensamma arbeten hör till de bästa nationalromantiska arbetena i Finland. Bland dessa finns försäkringsbolaget Pohjolas kontor (1901) och Finlands nationalmuseum (1905-1910) i Helsingfors, Suur-Merijoki herrgård i Viborgs landskommun (1904, förstördes i kriget), samt deras gemensamma ateljé Hvitträsk (1902) i Kyrkslätt. Byrån planerade också flera bostadshus i Helsingfors samt utvecklade nationalromantiska inredningar, speciellt för Suur-Merijoki och Hvitträsk, som i dag är museum. 
Arkitekttrion splittrades år 1905.